# Pierre Njanka
Pierre Djaka Njanka-Beyaka (* 15. März 1975 in Douala) ist ein kamerunischer Fußballspieler.

## Karriere

### Klub
Er begann seine Karriere bei Tigre Douala und bei Rail Douala, wovon er 1995 weiter zu Olympic Mvolyé wechselte. Zur Spielzeit 1998/99 wechselte er dann in die Schweiz zum FC Xamax, wo er für eine Spielzeit Teil des Kaders war. Danach ging es weiter nach Frankreich, wo er ab der Folgesaison für Racing Straßburg spielte. Mit diesen Gewann er dann auch 2000/01 den französischen Pokal. Ab Januar 2003 ging es innerhalb des Landes dann weiter beim CS Sedan, von wo er zur Saison 2005/06 noch einmal weiter zum FC Istres wechselte.
Hier verblieb er aber nur einige Monate und so verließ er Mitte Januar 2006 Frankreich wieder, um sich in Tunesien Club Africain anzuschließen. Nach fast genau zwei Jahren ging es für ihn danach Saudi-Arabien, wo er ab Anfang 2008 für al-Wahda spielte. Nach dem Ende der laufenden Saison verließ er diesen Klub aber auch wieder, um nach Indonesien zu gehen. Dort verblieb er dann auch über den Rest seiner Karriere. Seine erste Station hier war Persija Jakarta, wo er eine Saison lang spielte, danach ging es bis Ende 2010 weiter zu Arema Malang, worauf ab Anfang 2011 dann eine Zeit beim PS Mitra Kukar folgte. Sein letzter Klub war dann von April 2012 bis September 2013 der Putra Samarinda FC.

### Nationalmannschaft
Seinen ersten Einsatz für die kamerunische Nationalmannschaft hatte er am 27. Mai 1998 bei einem 0:0-Freundschaftsspiel gegen die Niederlande, wo er auch von Anfang an auf dem Platz stand. Gleich sein drittes Spiel war dann schon das erste Gruppenspiel der Weltmeisterschaft 1998, für die er im Vorfeld nominiert wurde. Über die Gruppenphase kam er mit seiner Mannschaft bei diesem Turnier jedoch nicht hinaus.
Gleich nach der Weltmeisterschaft ging es bei ihm weiter mit den Qualifikationsspielen für den Afrika-Cup 2000. Nach der erfolgreichen Qualifikation stand er dann auch im Kader des Afrika-Cup 2000 selbst und gewann am Ende mit seiner Mannschaft den Titel des Afrikameister. Wenige Monate nach diesem Turnier ging es gleich weiter mit der Qualifikation für die Weltmeisterschaft 2002, für die er sich mit seiner Mannschaft am Ende auch wieder qualifizieren konnte. Im Vorfeld stand er aber auch noch im Kader des Konföderationen-Pokals 2001, wo er in drei Spielen eingesetzt wurde. Bei der Weltmeisterschaft 2002 selbst erhielt er dann jedoch nur einen Einsatz. Sein letztes Turnier war danach noch einmal der Konföderationen-Pokal 2003, wo er in einem Gruppenspiel sowie dem Halbfinale eingesetzt wurde. Sein wirklich letzter Einsatz im Nationaldress war dann schließlich ein 0:0-Freundschaftsspiel gegen Japan am 19. November 2003.